# 劉乃潔
劉乃潔（英文名: Nai-Chieh Liu，1984年9月9日—），台灣獸醫學者、大學教授，曾為台大五姬之一，台灣大學、劍橋大學、台北市立第一女子高級中學（北一女）及石牌國中校友。

## 簡介
高中就讀於台北市立第一女子高級中學，後進入國立台灣大學獸醫學系。批踢踢網路最初稱其為獸醫姬，與其他四位從台大畢業的美女翁滋蔓、吳依潔、陳匡怡、余函彌並稱為台大五姬，劉乃潔更獲「五姬之首」之稱，在校期間，參加過交響樂，擔任長笛手，畢業後前往英國劍橋大學留學，並獲得「2012年教育部劍橋大學博士班全額獎學金」。
劉乃潔於2012年取得劍橋大學獸醫碩士學位，並於2016年取得劍橋大學獸醫博士學位。研究專長為短吻犬阻塞性呼吸道症候群之診斷及外科治療，
 還被BBC拍成紀錄片。
劉乃潔雖未踏入演藝圈，但仍受網友注目，曾登上日本網路雜誌。

## 外部連結
- 聯合追星網 （页面存档备份，存于）